# Liga A (herrar)
Liga A är den högsta serien i volleyboll för herrar i Belgien och också den turnering som utser de belgiska mästarna. Turneringen organiseras av Belgiens volleybollförbund sedan 1944. De sämsta lagen degraderas till Liga B.

## Upplagor
| Säsong                  | Podium               | Podium               | Podium               |
| Mästare                 | Tvåa                 | Trea                 |                      |
| ----------------------- | -------------------- | -------------------- | -------------------- |
| 1944-45 mer information | Royal Léopold Club   | -                    | -                    |
| 1945-46 mer information | ASUB Bruxelles       | -                    | -                    |
| 1946-47 mer information | Gendarmerie Ecole    | -                    | -                    |
| 1947-48 mer information | Gendarmerie Ecole    | -                    | -                    |
| 1948-49 mer information | Ixelles SC           | -                    | -                    |
| 1949-50 mer information | Ixelles SC           | -                    | -                    |
| 1950-51 mer information | Ixelles SC           | -                    | -                    |
| 1951-52 mer information | Ixelles SC           | -                    | -                    |
| 1952-53 mer information | Ixelles SC           | -                    | -                    |
| 1953-54 mer information | Ixelles SC           | -                    | -                    |
| 1954-55 mer information | Ixelles SC           | -                    | -                    |
| 1955-56 mer information | Spartacus            | -                    | -                    |
| 1956-57 mer information | Spartacus            | -                    | -                    |
| 1957-58 mer information | Brabo Antwerpen      | -                    | -                    |
| 1958-59 mer information | Brabo Antwerpen      | -                    | -                    |
| 1959-60 mer information | Brabo Antwerpen      | -                    | -                    |
| 1960-61 mer information | Brabo Antwerpen      | -                    | -                    |
| 1961-62 mer information | Brabo Antwerpen      | -                    | -                    |
| 1962-63 mer information | Brabo Antwerpen      | -                    | -                    |
| 1963-64 mer information | Brabo Antwerpen      | -                    | -                    |
| 1964-65 mer information | Brabo Antwerpen      | -                    | -                    |
| 1965-66 mer information | Brabo Antwerpen      | -                    | -                    |
| 1966-67 mer information | Brabo Antwerpen      | -                    | -                    |
| 1967-68 mer information | Brabo Antwerpen      | -                    | -                    |
| 1968-69 mer information | VRC Genk             | -                    | -                    |
| 1969-70 mer information | VC Anderlecht        | -                    | -                    |
| 1970-71 mer information | Rebels Lier          | -                    | -                    |
| 1971-72 mer information | Rebels Lier          | -                    | -                    |
| 1972-73 mer information | Rembert Torhout      | -                    | -                    |
| 1973-74 mer information | Rebels Lier          | -                    | -                    |
| 1974-75 mer information | VC Turnhout          | -                    | -                    |
| 1975-76 mer information | VC Turnhout          | -                    | -                    |
| 1976-77 mer information | VC Turnhout          | -                    | -                    |
| 1977-78 mer information | Volleyteam Kortrijk  | -                    | -                    |
| 1978-79 mer information | Volleyteam Kortrijk  | -                    | -                    |
| 1979-80 mer information | VC Ruisbroek         | -                    | -                    |
| 1980-81 mer information | VRC Genk             | -                    | -                    |
| 1981-82 mer information | Volleyteam Kortrijk  | -                    | -                    |
| 1982-83 mer information | Volleyteam Kortrijk  | -                    | -                    |
| 1983-84 mer information | Volleyteam Kortrijk  | -                    | -                    |
| 1984-85 mer information | Volleyteam Kortrijk  | -                    | -                    |
| 1985-86 mer information | Volleyteam Kortrijk  | -                    | -                    |
| 1986-87 mer information | Asse-Lennik          | -                    | -                    |
| 1987-88 mer information | Asse-Lennik          | -                    | -                    |
| 1988-89 mer information | Volleyteam Roeselare | -                    | -                    |
| 1989-90 mer information | Rembert Torhout      | -                    | -                    |
| 1990-91 mer information | VC Maaseik           | -                    | -                    |
| 1991-92 mer information | VC Zellik            | -                    | -                    |
| 1992-93 mer information | VC Zellik            | -                    | -                    |
| 1993-94 mer information | VC Zellik            | -                    | -                    |
| 1994-95 mer information | VC Maaseik           | -                    | -                    |
| 1995-96 mer information | VC Maaseik           | -                    | -                    |
| 1996-97 mer information | VC Maaseik           | -                    | -                    |
| 1997-98 mer information | VC Maaseik           | -                    | -                    |
| 1998-99 mer information | VC Maaseik           | -                    | -                    |
| 1999-00 mer information | Volleyteam Roeselare | -                    | -                    |
| 2000-01 mer information | VC Maaseik           | -                    | -                    |
| 2001-02 mer information | VC Maaseik           | -                    | -                    |
| 2002-03 mer information | VC Maaseik           | -                    | -                    |
| 2003-04 mer information | VC Maaseik           | -                    | -                    |
| 2004-05 mer information | Volleyteam Roeselare | -                    | -                    |
| 2005-06 mer information | Volleyteam Roeselare | -                    | -                    |
| 2006-07 mer information | Volleyteam Roeselare | VC Maaseik           | Volley Menen         |
| 2007-08 mer information | VC Maaseik           | Volleyteam Roeselare | Asse-Lennik          |
| 2008-09 mer information | VC Maaseik           | Volleyteam Roeselare | Asse-Lennik          |
| 2009-10 mer information | Volleyteam Roeselare | VC Maaseik           | Asse-Lennik          |
| 2010-11 mer information | VC Maaseik           | Asse-Lennik          | Volleyteam Roeselare |
| 2011-12 mer information | VC Maaseik           | Asse-Lennik          | Topvolley Antwerpen  |
| 2012-13 mer information | Volleyteam Roeselare | VC Maaseik           | Volley Menen         |
| 2013-14 mer information | Volleyteam Roeselare | Topvolley Antwerpen  | VC Maaseik           |
| 2014-15 mer information | Volleyteam Roeselare | Asse-Lennik          | -                    |
| 2015-16 mer information | Volleyteam Roeselare | VC Maaseik           | -                    |
| 2016-17 mer information | Volleyteam Roeselare | VC Maaseik           | -                    |
| 2017-18 mer information | VC Maaseik           | Volleyteam Roeselare | -                    |
| 2018-19 mer information | VC Maaseik           | Volleyteam Roeselare | -                    |
| 2019-20 mer information | Ej utsedda           | Ej utsedda           | Ej utsedda           |
| 2020-21 mer information | Volleyteam Roeselare | VC Maaseik           | Volley Menen         |
| 2021-22 mer information | Volleyteam Roeselare | Volley Menen         | VC Maaseik           |

## Resultat per klubb
| Lag                  | Antal titlar | Säsonger |
| -------------------- | ------------ | --- |
| VC Maaseik           | 16           | 1990-91, 1994-95, 1995-96, 1996-97, 1997-98, 1998-99, 2000-01, 2001-02, 2002-03, 2003-04, 2007-08, 2008-09, 2010-11, 2011-12, 2017-18, 2018-19 |
| Volleyteam Roeselare | 13           | 1988-89, 1999-00, 2004-05, 2005-06, 2006-07, 2009-10, 2012-13, 2013-14, 2014-15, 2015-16, 2016-17, 2020–21, 2021-22                            |
| Brabo Antwerpen      | 11           | 1957-58, 1958-59, 1959-60, 1960-61, 1961-62, 1962-63, 1963-64, 1964-65, 1965-66, 1966-67, 1967-68                                              |
| Ixelles SC           | 7            | 1948-49, 1949-50, 1950-51, 1951-52, 1952-53, 1953-54, 1954-55                                                                                  |
| Volleyteam Kortrijk  | 7            | 1977-78, 1978-79, 1981-82, 1982-83, 1983-84, 1984-85, 1985-86                                                                                  |
| Rebels Lier          | 3            | 1970-71, 1971-72, 1973-74 |
| VC Turnhout          | 3            | 1974-75, 1975-76, 1976-77 |
| VC Zellik            | 3            | 1991-92, 1992-93, 1993-94 |
| Gendarmerie Ecole    | 2            | 1946-47, 1947-48 |
| Spartacus            | 2            | 1955-56, 1956-57 |
| VRC Genk             | 2            | 1968-69, 1980-81 |
| Rembert Torhout      | 2            | 1972-73, 1989-90 |
| Volley Aalst         | 2            | 1986-87, 1987-88 |
| Royal Léopold Club   | 1            | 1944-45 |
| ASUB Bruxelles       | 1            | 1945-46 |
| VC Anderlecht        | 1            | 1969-70 |
| VC Ruisbroek         | 1            | 1979-80 |